# 長谷川恵美
長谷川 恵美（はせがわ えみ、1985年1月8日 - ）は、日本の女優・グラビアアイドル。
神奈川県横浜市出身。ベリーベリープロダクション所属。

## 経歴・人物
2000年10月、週刊ヤングジャンプ「第11回全国女子高生制服コレクション」において準グランプリを獲得しデビュー。
2008年4月から放送された『トミカヒーロー レスキューフォース』で白木樹里 / R4役で出演した。次番組の『トミカヒーロー レスキューファイアー』にはスケジュールの関係で出演できなかったが、2010年5月29日に開かれたイベント『日産ホール・レスキューファイアー&レスキューフォース・スペシャルライブステージ<ファイナル>』には出演している。
大食いで、2012年11月1日に放送された『イカさまタコさま』にて3kgのご飯を完食した。その他TBS『全種類。』でも大食い記録を多々達成。「長谷川恵美特集」も組まれた。上記の白木樹里 / R4の劇中での大食いという設定はこれを元にしたものである。
2013年3月22日に放送された『決断の2択ワールド〜RED or BLACK〜』（フジテレビ系）の企画で、ロングヘアからショートヘアに髪を切った。
2014年12月16日にブログで「10月20日に婚姻届を提出。現在妊娠6カ月で、来年4月に出産予定。挙式、披露宴もすでに終えている。相手は一般の男性で35歳の会社員」と公表。2015年4月26日、第1子となる女児を出産。
2歳下の妹がいる。

## 作品

### イメージビデオ
- 16の夏（2001年7月、バウハウス）
- D-Splash! E-smile（2002年1月10日、キングレコード）
- 月刊フューチャーアクトレス〜Emigo〜（2005年1月19日、ポニーキャニオン）
- Traveling Alone（2005年7月25日、GPミュージアム）
- La・tu -21の微熱-（2006年1月20日、トリコロール）
- CHERRY（2007年2月23日、彩文館出版）
- ゆらめき（2007年7月20日、ラインコミュニケーションズ）
- えみの、かけら（2007年12月12日、学研）
- In Your Room（2008年2月29日、アクアハウス）
- 追憶（2008年10月22日、イーネット・フロンティア）
- カレンダーガール（2009年2月25日、エアーコントロール）
- 素顔のままで（2009年05月29日、ぶんか社）
- ハート泥棒（2010年07月25日、エアーコントロール）

### 写真集
- 転校生（2001年7月、バウハウス、撮影：木村智哉）
- はせがわのH（2003年4月、学習研究社、撮影：真継敏明）
- Emi Essence（2007年3月、彩文館、撮影：可児保彦）
- えみの、かけら。（2007年12月、学研、撮影：森本美絵）

### 音楽
- Strowberry Love/Blue Sky（2002年10月25日、徳間プロモーション） - シングル
- 胸の奥のRevolution/I wanna be your Woman（2003年4月25日、徳間プロモーション） - シングル
- My Self（2005年10月26日、徳間プロモーション） - アルバム

## 出演

### 映画
- 悪魔が棲む家2001（2001年）
- 多摩川少女戦争（2002年）
- レストラン（2005年）
- 悪霊箱〜悪魔の棲む森（2005年）
- 延示 enji（2005年）
- 浮遊（2006年）
- 鏡の中の今日、東京（2007年）
- 地球でたったふたり（2007年）
- 私の中のアイヒマン（2007年） - 実果 役
- 全然大丈夫（2008年） - 長谷川恵美 役
- トミカヒーローシリーズ
  - トミカヒーロー レスキューフォース 爆裂MOVIE マッハトレインをレスキューせよ!（2008年） - 白木寿里 / R4 役
  - 爆走!トミカヒーローグランプリ（2008年） - 白木寿里 / R4 役

### テレビドラマ
- 侵略美少女ミリ（2000 - 2001年） - ナノおよび謎の美少女 役
- はぐれ刑事純情派（2003年） ‐ 芦原未代子 役
  - はぐれ刑事純情派 新春スペシャル
- 高校教師 - 智子 役
- はるちゃん5 - 恵 役
- 大河ドラマ 武蔵 MUSASHI
- 初体験天使〜Virgin Angel〜「サヨナラ」 - 主演・みほ 役
- スカイハイ2 第3死 - 佐久間緑 役
- エースをねらえ! - 吉田由佳 役
- おとなの眼鏡 第1話・第2話 - 主演・アヤメ 役
- いい女（2006年10月 - 12月、TBS） - 百瀬美樹 役
- 警視庁捜査一課9係 第2シリーズ 第5話「殺しの花嫁衣裳」（2007年5月23日、テレビ朝日・東映） - 何者かに殺害されるアイドル歌手・姫野まりん 役
- トミカヒーロー レスキューフォース（2008年4月5日[6]、松竹） - 白木寿里 / R4 役
  - 第40話 - 長谷山恵理 役（二役）
- トリハダ5〜夜ふかしのあなたにゾクッとする話を（2009年、フジテレビ）

### 携帯配信ドラマ
- Sweet Room「Birthday」（2009年8月15日 - 、BeeTV） - Riko 役

### 舞台
- フライングパイレーツ〜ネバーランド漂流記（2010年4月8日 - 11日、銀座みゆき館劇場） - 主演・水野曜 役

### テレビ番組
- 激慢ティービー
- Se-女!2
- スペイン語会話 - レギュラー
- 英語の達人〜CHALLENG THE WORLD〜 - 準レギュラー
- 青い森の国から（青森テレビ）
- 全種類。（2010年、TBS）

### ラジオ
- .hack//Radio 綾子・真澄のすみすみナイト

### CM・広告
- 日本図書普及株式会社
- 京都きもの友禅
- バンダイ
- 丸昌
- イオン
- 東京サマーランド
- ミニストップ
- 大正製薬 アルフェ
- 東京ディズニーランド
- goo
- サントリー
- ガリバーインターナショナル
- アルバイトタイムス
- KDDI
- 模倣品・海賊版撲滅キャンペーン（2006年、特許庁）
- 牛乳に相談だ。（2006年、社団法人中央酪農会議）
- 厚生労働省・ジョブカード制度
- NTT西日本
- ナガホリ Sweet 10 Diamond